# هشینگ سازگار
هشینگ سازگار یک روش در علم کامپیوتر برای توزیع یکنواخت داده‌ها بین چند گره (یا سرور) به گونه‌ای است که با اضافه یا حذف گره‌ها، کمترین تغییر ممکن در جایگاه داده‌ها ایجاد شود. این الگوریتم معمولاً در سیستم‌های توزیع‌شده و شبکه‌های تحویل محتوا (CDN) کاربرد دارد.

## مفهوم
در روش‌های سنتی هشینگ، با تغییر تعداد گره‌ها، تقریباً تمام کلیدهای هش‌شده باید دوباره تخصیص داده شوند. اما در هشینگ سازگار، تنها مقدار کمی از داده‌ها باید دوباره نقشه‌برداری شوند. این ویژگی باعث می‌شود که این روش برای سیستم‌هایی که به صورت پویا گره اضافه یا حذف می‌کنند، مناسب باشد.

## روش کار
در هشینگ سازگار، هم کلیدها و هم گره‌ها به یک فضای دایره‌ای از مقادیر هش نگاشت می‌شوند. هر کلید به اولین گره‌ای که در جهت عقربه‌های ساعت قرار دارد، اختصاص داده می‌شود. وقتی گره‌ای اضافه یا حذف می‌شود، فقط کلیدهایی که به آن گره اختصاص داشتند تحت تأثیر قرار می‌گیرند.

## مزایا
- مقیاس‌پذیری بالا
- کاهش نیاز به انتقال داده در زمان تغییر اندازه سیستم
- مناسب برای سیستم‌های دیتابیس توزیع‌شده و فایل‌سیستم‌های توزیع‌شده

## کاربردها
- Amazon DynamoDB
- Apache Cassandra
- CDN‌ها برای پخش ویدیو یا تصاویر
- کش‌های توزیع‌شده مثل Memcached